# Frătăuții Vechi (gmina)
Frătăuții Vechi – gmina w Rumunii, w okręgu Suczawa. Obejmuje miejscowości Frătăuții Vechi i Măneuți. W 2011 roku liczyła 4394 mieszkańców.